# Мала Таяба
Мала Таяба́ (рос. Малая Таяба, чув. Кĕçĕн Таяпа) — присілок у складі Яльчицького району Чувашії, Росія. Входить до складу Малотаябинського сільського поселення.
Населення — 626 осіб (2010; 839 у 2002).
Національний склад:
- чуваші — 100 %